# 酒澤茂之
酒澤 茂之（さかざわ しげゆき）は、日本の情報通信工学者。大阪工業大学情報科学部実世界情報学科教授。工学博士（神戸大学）。電子情報通信学会フェロー・映像情報メディア学会フェロー。
主な専門は、マルチメディア情報通信・ネットワーク工学、コンテンツセキュリティなど。主な所属学会は、電子情報通信学会、映像情報メディア学会、画像電子学会、情報処理学会。

## 来歴
1986年兵庫県立明石西高等学校卒業。1990年神戸大学工学部電子工学科卒業。1992年神戸大学大学院工学研究科修士課程修了。その後、KDDI研究所にて情報通信・コンテンツセキュリティ・画像処理の研究に従事し、2005年神戸大学にて博士（工学）の学位を取得。2017年大阪工業大学情報科学部に着任、ネットワークデザイン学科教授。2025年同学部実世界情報学科教授。
学外では、電子情報通信学会フェロー・マルチメディア情報ハイディングエンリッチメント研究専門委員会委員、映像情報メディア学会フェロー・関西支部運営委員、画像電子学会企画理事などの役職を務めた。

## 主な受賞
- 日本ITU協会功労賞：2015年[11]
- PCSJ/IMPS優秀論文賞：2019年[12]

## 著書
- 『インターネット教科書[下巻]』（共著）IEインスティテュート、2000年
- 『H.323/MPEG-4教科書』（共著）IEインスティテュート、2001年
- 『電子透かし技術』（共著）東京電機大学出版局、2003年

## 主な研究
- Webブラウザからのセンサ・アクチュエータ直接制御によるWoTの実現
- IoTデバイスと仮想現実(AR/VR)の融合に関する研究
- ディープラーニング・ニューラルネットワークに対する電子透かし埋め込みに関する研究
- 深層学習モデルの著作権保護[13]